# Paracarus hexophthalmus
Paracarus hexophthalmus är en spindeldjursart som först beskrevs av Vladimir V. Redikorzev 1937.  Paracarus hexophthalmus ingår i släktet Paracarus och familjen Opilioacaridae. Inga underarter finns listade i Catalogue of Life.